# Departamento de Chiriquí
Chiriquí fue uno de los siete departamentos en que se dividía el Estado Soberano de Panamá (Colombia). Fue creado el 15 de julio de 1855, a partir del territorio que constituía la provincia de Chiriquí, mediante la Convención constituyente del Estado. Tenía por cabecera a David.

## División territorial
El departamento al momento de su creación (1855) estaba dividido en los distritos de David, Alanje, Bocas del Toro, Boquerón, Dolega, Gualaca, Remedios, Las Lajas, San Lorenzo y San Pablo.
Para 1870 el departamento estaba dividido en los distritos de David, Alanje, Boquerón, Bugaba, Dolega, Gualaca, Remedios, San Lorenzo, San Félix, San Pablo y Tolé.